# Dragoste de familie

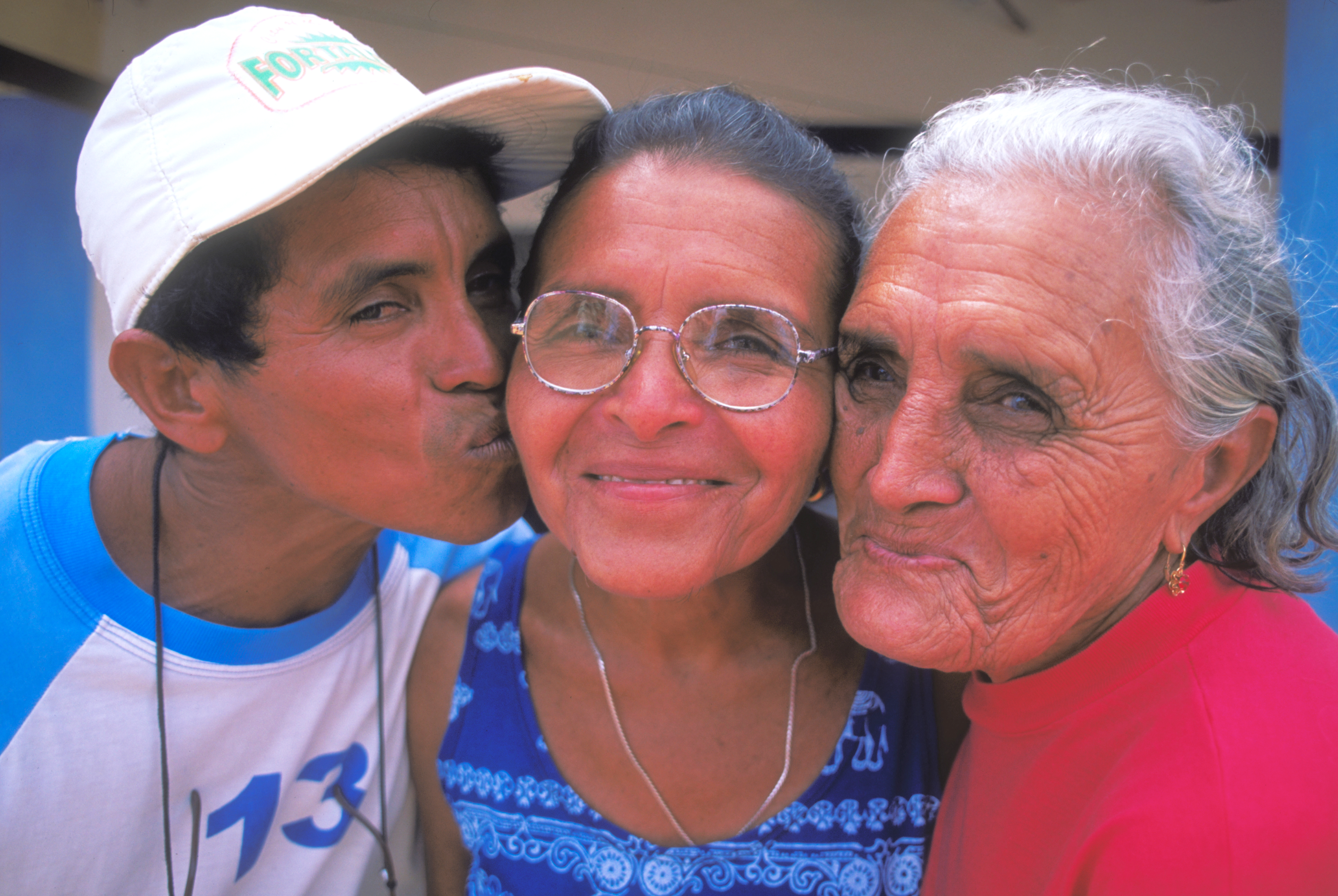
Membrii unei familii

În cazul speciei umane este afecțiunea ce o poartă părinții față de membrii familiei: copii, frați, surori, unchi, mătuși ș.a.m.d. 
Această afecțiune se manifestă printr-un comportament de grijă, de protecție, sau intervenție a părinților în cazul când există pericolul ca un membru al familiei să sufere, să fie expus la situații care depășesc capacitatea copiilor de a face față singuri.
Această caracteristică poate fi și reversibilă: copiii pot manifesta afecțiune față de părinți.
Ca și concept al dragostei familiale este motivația ce o are un individ care îl determină de a căuta și a face cea mai bună alegere pentru prosperitatea familiei sale, înțeles ca și „sacrificiu de sine”.
Când această legătură a dragostei este puternică în cadrul familiei, probabilitatea de a ajunge la divorț sau destrămare fără să existe un divorț legal este mai mică datorită copiilor sau experiențelor învățate din trecutul altor familii destrămate din diverse motive. Ceea ce îl determină pe un individ să lupte și să facă sacrificii pentru familie depinde uneori de cultura pe care o are, de capacitatea de a înțelege persoanele și lucrurile, de stările emoționale cunoscute ca inteligență emoțională în care se explică: „reprezintă abilitatea unui individ de a opera și a recunoaște propriile emoții, dar și ale celorlalți, utilizând informațiile emoționale cu scopul de a gestiona relațiile interpersonale într-un mod empatic și eficient”.
Dragostea de familie exprimată în cadrul societății umane se manifestă și in familii monoparentale , ori în cazul copiilor adoptați pentru că cuvântul „familie” ar putea însemna o diversitate de tipuri ale familiei: copii crescuți de părinți naturali; copii crescuți de bunici; copii crescuți de unchi sau mătuși; copii crescuți de părinți adoptivi, e.t.c.
Mai puțin se poate experimenta dragostea familială la copii crescuți pe stradă în care „strada” ar fi căminul lor. 
Copiii născuți urmează apoi a fi crescuți, hrăniți, educați, protejați iar cei care se angajează în această responsabilitate formează „familia”.
În cazul animalelor sau păsărilor se poate observa același fenomen al dragostei de exemplu cloșca cu pui care manifestează grijă și protecție față de pui, pisica care își hrănește pisoii, oaia care își caută mielul în turmă, este deci un sentiment comun la oameni, animale sau păsări.
Animalele sălbatice au aceiași caracteristici familiale ca și cele domestice doar că ele sunt în mediul extern (în sălbăticie), de exemplu căprioara, mistrețul, vulpea roșie, bursucul etc.